# Angelo Raffaele Lacerenza
Angelo Raffaele Lacerenza (Barletta, 19 aprile 1811 – Napoli, 29 dicembre 1889) è stato un patriota, medico e militare italiano.
Protagonista del risorgimento italiano. Le sue idee e la sua azione politica contribuirono in maniera decisiva alla nascita dei movimenti unitari nel sud Italia.

## Biografia
(Giovanni Bovio dedica di una fotografia a Lacerenza - 1877)
Un personaggio forse non molto conosciuto, che ha fatto la storia al fianco di Mazzini e Garibaldi.

### Infanzia e gioventù
Nato a Barletta da Antonio Lacerenza e Mattia Fiorella il 19 aprile del 1811 come risulta dal libro dei battezzati della Chiesa di San Giacomo. Egli è educato sin da piccolo alla ricerca della libertà intesa nel senso più assoluto del termine, come dimostrano le sue scelte. Quando infatti per il Regno delle due Sicilie si apre una luce di speranza con l'ascesa al trono di Ferdinando II di Borbone, egli si arruola volontario nelle file dell'esercito (giugno 1831) nel reggimento di fanteria "Regina". Ma dopo il 1831 le aspettative non sono più rosee e l'idea di libertà comincia ad essere offuscata. Ed è allora che stringe amicizia con alcuni patrioti aderenti alla Carboneria e si accosta ai principi di Giuseppe Mazzini. Ha inizio così la sua lunga odissea. Accusato di cospirazione ai danni dell'autorità reale, nella città di Penne nel 1831, è prima rinchiuso nel carcere militare e in seguito rimesso in libertà per mancanza di prove.

### L'esilio volontario
Umiliato e deluso, decise di abbandonare il Regno: si reca prima a Corfù e poi a Smirne, dove conosce i fratelli Attilio ed Emilio Bandiera. Con loro decide di scrivere a Mazzini per affiliarsi alla “Giovine Italia” e da quel momento ha inizio la sua corrispondenza col grande italiano. Da Smirne a Costantinopoli, dall'Egitto al Mar Rosso, da Bombay a Madras, trascorre ben 14 anni in esilio volontario. Sempre fermo nelle sue convinzioni repubblicane ed umanitarie; quando nel ‘48 riceve l'avviso di ritornare in Europa dal comitato di Londra presieduto da Mazzini, parte.

### Il ritorno in Italia e i moti

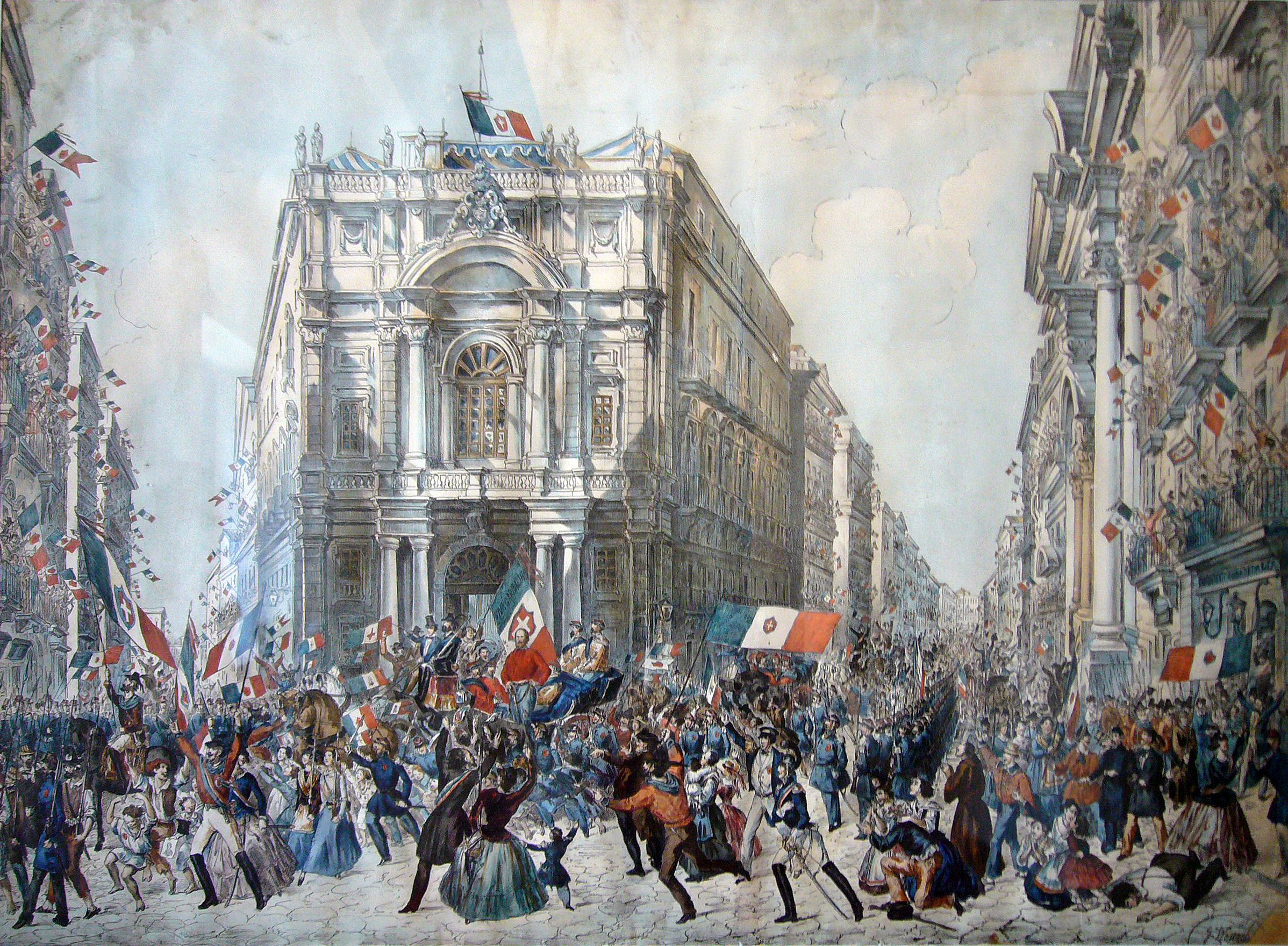
Ingresso di Garibaldi a Napoli il 7 settembre 1860 (Napoli, Museo civico di Castel Nuovo)

È giunto finalmente il momento di mettere in opera i suoi principi. A Londra si mette in contatto con Mazzini, dal quale riceve la “missione” di andare in Francia ed in Italia per mantenere desti i focolai della rivoluzione. Infatti, dopo essere stato in Belgio, in Francia e nell'Italia del nord, si stabilisce a Firenze da dove diffonde a proprie spese in tutta Italia seimila copie del “Decreto di grazie ed onori” concessi dal governo di Montevideo ai legionari italiani comandati da Garibaldi nella Guerra dei Farrapos. Egli, nonostante sia fortemente sospettato e sottoposto a vigilanza, continua a lottare. Infatti, non appena Palermo insorge il 2 gennaio 1848, si reca a Napoli per convincere il re ad accordare la costituzione. Il re promette che la concederà.

### Nel sud Italia
Dopo l'incontro col re a Napoli, ritorna a Barletta, dove contribuisce, sulla scia delle altre province, alla organizzazione della Guardia Nazionale. Più tardi viene però arrestato in seguito ad un rapporto fatto dal Sottintendente di Barletta cav. Francesco Coppola, per il quale, il Lacerenza ed altri compagni avevano organizzato bande armate contro l'autorità reale. Prosegue così la sua odissea, fatta di incomprensioni, carcere, peregrinazioni, finché non viene da Mazzini l'ordine di ritornare nel Napoletano, non appena giuntovi, si presentò al Comitato insurrezionale mazziniano, presieduto da G. Libertini. Si recò quindi in Terra di Bari, con il compito di dare vita a un vasto movimento insurrezionale che precedesse il passaggio di Garibaldi sul continente. Insieme con il maggiore F. Gaston e il capitano G. Acerbi, organizzò in Foggia un battaglione di volontari, che prese il nome di Cacciatori dell'Ofanto ed ebbe il battesimo del fuoco a Canosa, contro le truppe del generale borbonico F. Flores. Promosso maggiore da Garibaldi l'8 ottobre 1860.

### I Mille
Si unì, insieme ad un gruppo di volontari, ai mille di Garibaldi sbarcati in Sicilia, al comando del "battaglione Lacerenza" che prese il suo nome su espressa richiesta dei volontari, con il grado di maggiore comandante, essi furono inquadrati nella prima compagnia comandata da Nino Bixio, poi riorganizzata in divisione Bixio. Prese parte assieme ai suoi uomini al fatto d'armi di Capua del 21 ottobre 1860. Uomo instancabile, fedele ad un'unica bandiera, quella della libertà, non smise di lottare finché non sarà collocato a riposo dal governo.

### Terza guerra di indipendenza
Sciolto l'esercito meridionale, fu destinato al deposito militare di Vercelli. Incorporato nel marzo 1862 nell'esercito nazionale col grado di capitano, vi sarebbe rimasto sino al 1871, partecipando anche (nel 47º reggimento fanteria) alla guerra del 1866.

### Il ritiro
Negli anni in cui prestò servizio nell'esercito regolare, fu più volte accusato di svolgere propaganda repubblicana fra gli ufficiali: in particolare, fu direttamente coinvolto, in qualità di finanziatore, nella cospirazione organizzata da Mazzini in Sicilia all'inizio del 1870, poi miseramente fallita. Dopo il collocamento a riposo, visse a Milano, e quindi (dal 1874) a Napoli. Negli ultimi anni della sua vita, fu organizzatore e presidente della Società dei reduci garibaldini. Astensionista convinto, rifiutò più volte la candidatura al Parlamento nazionale, offertagli da vari collegi d'Italia, non volendo in alcun modo rinunciare alle sue convinzioni repubblicane. Si mantenne sino alla fine un tenace assertore del pensiero mazziniano. Morì a Napoli il 29 dicembre 1889, all'età di 78 anni.

### Vita privata
Nel periodo trascorso a Milano conobbe la giovane Teresa Carmela Cavalli con la quale intraprese una relazione. La Cavalli gli diede un figlio maschio, suo unico erede. Ritiratisi definitivamente a Napoli, per trascorrere li, gli ultimi anni della loro vita, i due decisero di dare solennità alla loro unione sposandosi ufficialmente. Così il 3 febbraio del 1881 i due contrassero solenne matrimonio, negli uffici municipali del quartiere San Carlo.